# 1941 у кіно

## Фільми
- Богдан Хмельницький
- Висока Сьєрра
- Громадянин Кейн
- Серенада сонячної долини
- Дамбо
- Обличчя жінки
- Сабухі

## Персоналії

### Народилися
- 14 січня:
  - Фей Данавей, американська акторка.
  - Віролайнен Любов Іванівна, радянська і російська акторка театру і кіно.
- 18 січня — Кулієв Ельдар, радянський та азербайджанський кінорежисер, сценарист і актор.
- 26 січня — Скотт Гленн, американський актор.
- 29 січня — Івченко Борис Вікторович, український кінорежисер і актор.
- 31 січня — Джессіка Волтер, американська акторка.
- 3 лютого — Володарський Едуард Якович, радянський і російський кіносценарист, прозаїк, драматург.
- 8 лютого — Нік Нолті, американський актор.
- 12 лютого — Шестеренко Алла Іванівна, радянська і українська художниця по костюмах.
- 16 лютого — Кузьменков Юрій Олександрович, радянський і російський актор театру і кіно.
- 20 лютого — Алісов Вадим Валентинович, радянський і російський кінооператор-постановник.
- 26 лютого — Жариков Євген Ілліч, радянський і російський актор.
- 8 березня — Миронов Андрій Олександрович, актор театру і кіно.
- 16 березня — Бернардо Бертолуччі, італійський кінорежисер, драматург, поет.
- 22 березня — Бруно Ганц, швейцарський актор.
- 1 квітня — Жилко Віктор Федотович, український художник, режисер.
- 3 квітня — Ерік Браден, німецько-американський актор кіно та телебачення.
- 4 квітня — Грігоре Грігоріу, радянський і молдавський актор.
- 14 квітня — Джулі Крісті, британська акторка.
- 16 квітня — Никоненко Сергій Петрович, радянський і російський актор, режисер, сценарист.
- 20 квітня — Раян О'Ніл, американський актор.
- 24 квітня — Юрій Шерстньов, радянський і російський актор театру і кіно (пом. 2017).
- 25 квітня — Бертран Таверньє, французький режисер, сценарист, актор.
- 28 квітня — Енн-Маргрет, американська акторка, співачка і танцюристка шведського походження.
- 4 травня — Величко Наталія Яківна, радянська і російська акторка театру і кіно, кінорежисерка.
- 10 травня — Лисенко Ольга Георгіївна, радянська, українська кіноакторка.
- 17 травня — Нікіщихіна Єлизавета Сергіївна, радянська та російська акторка театру і кіно.
- 22 травня — Олялін Микола Володимирович, радянський актор та режисер.
- 25 травня — Олег Даль, радянський актор театру і кіно.
- 28 травня — Дрозд Георгій Іванович, український актор.
- 2 червня — Стейсі Кіч, американський актор.
- 5 червня — Барбара Брильська, польська акторка театру та кіно.
- 8 червня — Улицька Лариса Яківна, радянська, українська режисерка монтажу.
- 10 червня:
  - Ільчук Микола Семенович, радянський та український кінооператор.
  - Юрген Прохнов, німецький актор.
- 15 червня — Миколайчук Іван Васильович, український кіноактор, кінорежисер, сценарист (пом. 1987).
- 18 червня — Совчі Тамара Дмитрівна, радянська і російська акторка.
- 20 червня — Стівен Фрірз, британський кінорежисер.
- 21 червня — Золотухін Валерій Сергійович, радянський актор (пом. 2013).
- 25 червня — Дені Аркан, канадський кінорежисер.
- 27 червня — Кшиштоф Кесльовський, польський кінорежисер і сценарист.
- 3 липня — Корольков Геннадій Анатолійович, російський актор (пом. 2007).
- 7 липня — Мініна Ксенія Олександрівна, радянська і російська акторка театру і кіно.
- 13 липня — Жак Перрен, французький актор, режисер і продюсер.
- 14 липня — Вольфганг Петерсен, німецький режисер, сценарист і продюсер.
- 17 липня — Шакало Володимир Петрович, радянський і український актор театру і кіно (пом. 2016).
- 20 липня — Чурсіна Людмила Олексіївна, радянська і російська акторка.
- 30 липня — Пол Анка, американо-канадський автор-виконавець ліванського походження
- 5 серпня — Елізабет Депардьє, французька акторка.
- 17 серпня — Губенко Микола Миколайович, радянський і російський актор театру і кіно, кінорежисер і сценарист українського походження.
- 26 серпня — Барбет Шредер, французький кінорежисер, сценарист, продюсер.
- 27 серпня — Ступка Богдан Сильвестрович, український та радянський актор театру і кіно.
- 18 вересня — Шаєвич Михайло Абрамович, радянський, український кінорежисер, сценарист.
- 19 вересня — Попков Володимир Михайлович, радянський і український кінорежисер, сценарист, актор.
- 24 вересня — Ясулович Ігор Миколайович, російський актор та кінорежисер.
- 10 жовтня:
  - Пітер Койот, американський актор.
  - Бржестовський Сергій Павлович, радянський та український художник кіно.
- 19 жовтня — Болотова Жанна Андріївна, радянська і російська акторка театру і кіно.
- 21 жовтня — Дорошенко Віталій Аврамович, український актор кіно та дубляжу.
- 22 жовтня — Олексенко Степан Степанович, український актор.
- 26 жовтня — Волошина Ада Петрівна, українська акторка.
- 1 листопада — Роберт Фоксворт, американський актор.
- 14 листопада — Федоринський Алім Володимирович, український актор і кінорежисер.
- 23 листопада — Франко Неро, італійський актор, продюсер.
- 9 грудня — Бо Бріджес, американський актор
- 12 грудня — Віталій Соломін, радянський і російський актор театру і кіно, народний артист Росії (1991).
- 16 грудня — Вітторіо Меццоджорно, італійський актор (пом. 1994).
- 31 грудня — Сара Майлз, британська акторка театру і кіно.

### Померли
- 26 жовтня — Віктор Шерцінгер, американський композитор, кінорежисер, кінопродюсер та сценарист.